# Dwór obronny w Mojęcicach
Dwór obronny w Mojęcicach (niem.  Schloss Mondschütz) –  zabytkowy dwór w miejscowości Mojęcice.
Dwór obronny (zamek na wodzie) zbudowany w stylu renesansowym w latach 1616-1624, zmodyfikowany wskutek przebudowy w 1824 r. na miejscu gródka rycerskiego z XIII w. Merbota von Haugwitza oraz  wieży mieszkalno-obronnej z XIV w.
Piętrowy dwór wybudowany na planie prostokąta, kryty czterospadowym dachem mansardowym z wolimi oczami. Częściowo zachował się renesansowy portal (1620) z dworu Friedricha von Stosch, który wykonał Johann Pol z Głogowa. Dwie kolumny korynckie po bokach portalu podtrzymują gzyms, na którym znajdowała się sentencja w jęz. niem.  Gott segne dieses Haus und Alle die gehn ein und aus /Niech Bóg błogosławi ten dom i wszystkich, którzy  wchodzą i wychodzą. Nad portalem płycina z kartuszem, z herbami. Nad nimi szarfa z nazwiskami: Heleny von Kreckwitz, pierwszej żony, Friedricha von Stosch, drugiej żony Sabiny von Glaubitz. Obiekt jest częścią zespołu dworskiego wspólnie z parkiem, z XIX w.

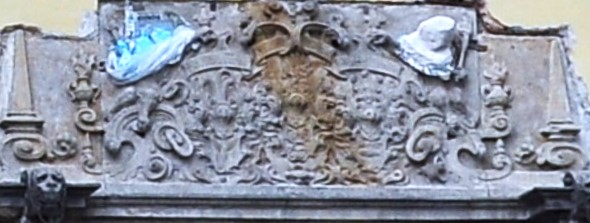
Płycina z herbami
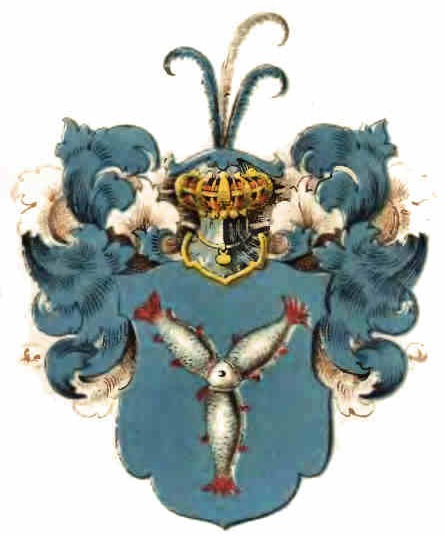
Herby: von Kreckwitz
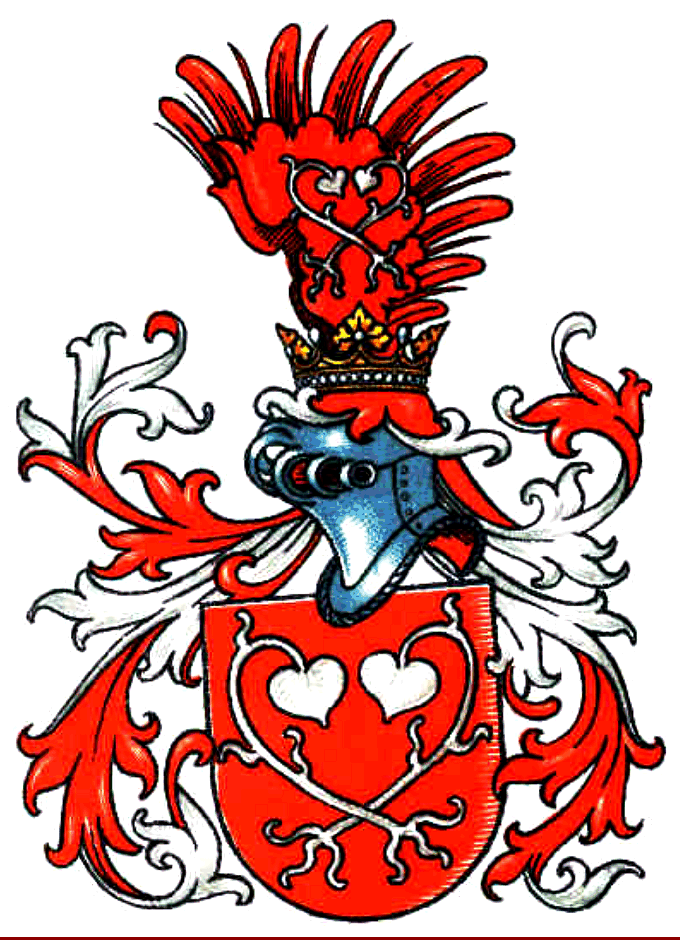
von Stosch
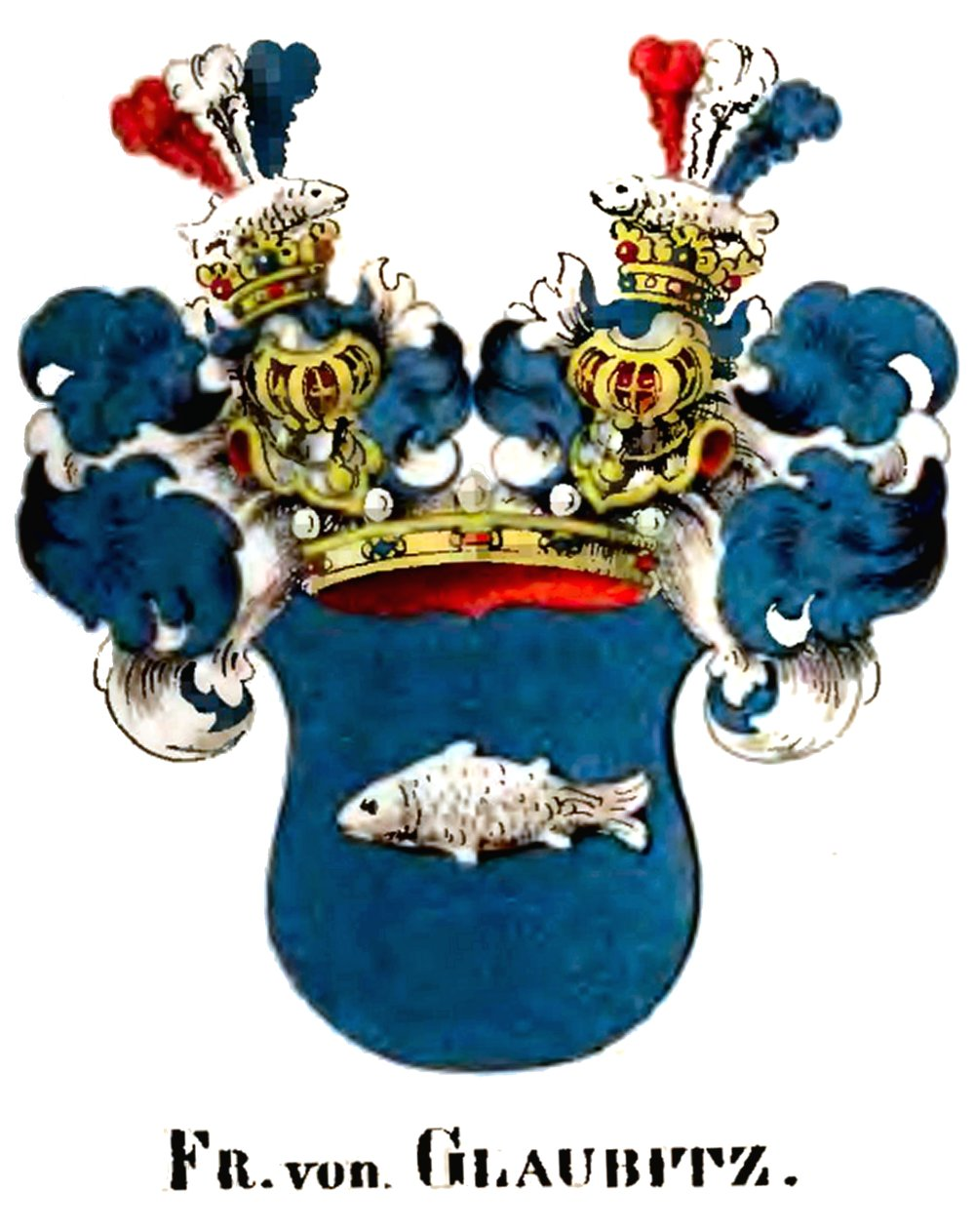
von Glaubitz

## Właściciele
- XIII w. Merbot von Haugwitz
- XIV w. von Stosch
- 1616 r. Melchior II von Stosch
- 1747 r. von Kottwitz und Kontopp
- 1780 r. von Köckritz
- 1824 r. Ludwig von Köckritz[7]
- 1872 r.  Diepold baron von Köckritz und Friedland
- Friedrich August von Köckritz[3]